# Sonia Huguet
Sonia Huguet-Raiwisque née le 13 septembre 1975 à Toul, est une coureuse cycliste française spécialiste de la piste. Avec Pauline Ferrand-Prévot, elle est l'une des deux seules françaises à avoir remporté une épreuve de Coupe du monde, la Flèche wallonne 2004.

## Biographie
Sonia Huguet encouragée par son père, dispute sa première course à 14 ans. De 1994 à 2005, elle pratique le cyclisme au niveau professionnel. Durant cette période, entraînée par Eric LE NY, responsable du Pôle Espoirs Cyclisme de Lorraine, elle remporte cinq titres de championne de France. 
En 2004, elle réalise sa meilleure saison. Elle devient double Championne d'Europe de la police (course en ligne et contre-la-montre). Elle participe ensuite à une épreuve de la coupe du monde : la Flèche wallonne sous le maillot de l'équipe de France. Après la côte de Ahin, à six kilomètres de l'arrivée, Sonia Huguet attaque juste après que Edwige Pitel et Magali le Floc'h ont attaqué. Elle est suivie par Hanka Kupfernagel. Elles abordent le mur de Huy en tête. Derrière Margaret Hemsley a effectué un gros travail pour sa leader Judith Arndt en menant le peloton, mais l'écart est trop important. Hanka Kupfernagel maintient un rythme élevé dans le début de l'ascension mais Sonia Huguet la double dans la partie la plus pentue. Elle gagne avec neuf secondes d'avance sur l'Allemande. Il s'agit de son plus grand succès. Elle est restée pendant dix ans, la seule française à avoir remporté une épreuve Coupe du monde, jusqu'à la victoire de Pauline Ferrand-Prévot en 2014 sur la même course. Elle prend part cette même année aux Jeux olympiques d'Athènes. Engagée dans la course en ligne (route) et dans la course aux points (piste), elle termine respectivement 40e et 13e.
Elle a vécu sa carrière dans l'ombre de Jeannie Longo et elle reste très méconnue du public. Elle a souvent terminé derrière Jeannie Longo, que ce soit lors des championnats sur route ou sur piste. Elle se retire définitivement du monde cycliste en 2008.

## Palmarès sur route
- 1996
  -  Championne de France du contre-la-montre par équipes
- 2001
  - 2e du championnat de France sur route
  - 2e de la coupe de France
  - 3e du Trophée féminin du Crédit Immobilier de France
- 2002
  - 3e de la coupe de France
  - 3e des Boucles Nontronnaises
- 2003
  -  Championne de France sur route
  - 2e de la coupe de France
  - 2e du Circuit National Féminin de Saint-Amand-Montrond
  - 3e du championnat de France du contre-la-montre
- 2004
  -  Championne d'Europe de la police sur route
  -  Championne d'Europe de la police du contre-la-montre
  - Flèche wallonne (Cdm)
  - 2e de la coupe de France
  - 3e du championnat de France du contre-la-montre
- 2005
  - 2e du Trophée des grimpeurs féminin
- 2007
  - 3e du Circuit national féminin de Saint-Amand-Montrond

## Palmarès sur piste
- Championne de France de la course aux points : 1996, 2004 et 2005 (2e en 2001 et 2002)
- 2e du championnat de France de poursuite en 2001